# Fatsjön (Vilhelmina socken, Lappland, 717217-153871)
Fatsjön är en sjö i Vilhelmina kommun i Lappland och ingår i Ångermanälvens huvudavrinningsområde. Sjön har en area på 2,21 kvadratkilometer och ligger 346 meter över havet. Sjön avvattnas av vattendraget Nästansjöån.

## Delavrinningsområde
Fatsjön ingår i det delavrinningsområde (717462-153917) som SMHI kallar för Utloppet av Fatsjön. Medelhöjden är 384 meter över havet och ytan är 16,51 kvadratkilometer. Räknas de 33 avrinningsområdena uppströms in blir den ackumulerade arean 482,27 kvadratkilometer. Nästansjöån som avvattnar avrinningsområdet har biflödesordning 2, vilket innebär att vattnet flödar genom totalt 2 vattendrag innan det når havet efter 270 kilometer. Avrinningsområdet består mestadels av skog (67 procent). Avrinningsområdet har 2,19 kvadratkilometer vattenytor vilket ger det en sjöprocent på 13,2 procent.